# Josh Greenbaum
Josh Greenbaum (15 de febrero de 1979) es un director, guionista y productor de cine estadounidense. Ha ganado un MTV Movie Award, CINE Golden Eagle y un premio Emmy. Dirigió el largometraje documental The Short Game, ganador del SXSW Audience Award, que fue adquirido por Netflix para lanzar su división de películas Originals. También dirigió Becoming Bond, un documental sobre George Lazenby, que ganó el premio del público de SXSW en la categoría Visions, así como el aclamado por la crítica Too Funny to Fail, un documental sobre The Dana Carvey Show. También es el creador, director y productor ejecutivo de Behind the Mask, que le valió a Hulu su primera nominación al Emmy.

## Primeros años y carrera
Greenbaum nació en Saratoga Springs, Nueva York. Era conocido de niño por sus habilidades en el trampolín y su experiencia en Sega Genesis. Se graduó de la Universidad de Cornell y de la Universidad de Oxford, obteniendo un MFA en cine de la Escuela de Artes Cinematográficas de la Universidad del Sur de California.
Ganó el premio MTV Movie Award 2007 al mejor cineasta en el campus de mtvU, así como el premio Coca-Cola Refreshing Filmmaker's Award mientras estaba en la USC.
En 2011, Greenbaum dirigió y coescribió Clinton Foundation: Celebrity Division para Funny or Die, una breve parodia protagonizada por Bill Clinton, Matt Damon, Kevin Spacey, Sean Penn, Ben Stiller, Jack Black, Ted Danson, Mary Steenburgen y Kristen Wiig  para la Fundación Clinton. Se estrenó en la fiesta "Década de la diferencia" de Bill Clinton en el Hollywood Bowl.

### Película
Greenbaum dirigió el largometraje documental The Short Game, que ganó el premio del público en el Festival de Cine SXSW de 2013 y fue adquirido por Netflix como su primer documental exclusivo. La película fue producida por Justin Timberlake y Jessica Biel.
También dirigió Becoming Bond, un documental distribuido por Hulu sobre el actor australiano George Lazenby, quien interpretó a James Bond en On Her Majesty's Secret Service, lanzado en 2017. La película ganó el premio del público de SXSW en la categoría Visions y fue nominada para la nominación al premio Adam Yauch Hornblower del festival. También fue nominado para un premio del público del Festival Internacional de Documentales Canadiense Hot Docs.
Greenbaum también dirigió Too Funny to Fail en 2017, un documental sobre The Dana Carvey Show, también distribuido por Hulu.
Greenbaum hizo su debut en el largometraje narrativo dirigiendo Barb and Star Go to Vista Del Mar, estrenada en 2021. La película fue escrita y protagonizada por Kristen Wiig y Annie Mumolo, y también presenta a Jamie Dornan, Damon Wayans Jr. y Wendi McLendon-Covey.
En diciembre de 2021, se anunció que Greenbaum dirigirá la película de comedia animada Strays, protagonizada por Will Ferrell, Jamie Foxx y Will Forte.

### TV
Greenbaum creó y dirigió Behind the Mask, una serie documental de Hulu sobre mascotas deportivas y las personas disfrazadas. La serie le valió a Hulu su primera nominación al Emmy.
Dirigió episodios de New Girl para Fox, Fresh Off the Boat para ABC, Single Parents para Fox, Bless This Mess para ABC, así como dos episodios de Deadbeat para Hulu y Border Patrol en episodios de Atom TV de Comedy Central. creó Max & Shred de Nickelodeon (nominado a Mejor Programa o Serie de Ficción Infantil o Juvenil de los Canadian Screen Awards en 2016) y dirigió "Good Debbie Hunting", un episodio de The Neighbors de ABC. Ha escrito y dirigido proyectos para CBS, NBC, FOX y The CW.
También se desempeñó como productor ejecutivo y director de la serie The Playbook para Netflix y dirigió el primer episodio, sobre el entrenador de la NBA, Doc Rivers.

### Comerciales
Greenbaum colaboró con la organización benéfica After-School All-Stars, dirigiendo comerciales que presentan al fundador de la organización, Arnold Schwarzenegger. Un comercial que presenta a Schwarzenegger en Hollywood Boulevard y en Madame Tussauds Hollywood en el personaje de Terminator interactuando con turistas recibió más de 25 millones de visitas en YouTube y fue galardonado con el Anuncio de YouTube del año.

## Premios y honores
- Festival de Cine SXSW 2017, Ganador del Premio del Público VISIONS ( Becoming Bond )
- 2017 Hot Docs Canadian International Documentary Festival, Top 20 favoritos de la audiencia ( Becoming Bond )
- 2016 Canadian Screen Award, nominada a Max y Shred como mejor serie de ficción juvenil
- Premios Sports Emmy 2014, nominado - Nuevos enfoques destacados Programación deportiva ( Detrás de la máscara )
- 2014 CINE Concurso de Cine y Video Águila Dorada, Serie Televisada Águila Dorada ( Detrás de la Máscara )
- Festival de Cine SXSW 2013, Premio del Público a Largometraje Documental ( The Short Game )
- 2013 Festival Internacional de Cine de Hamptons, Premio del Público a la Mejor Película Documental ( The Short Game )
- 2013 Festival de Cine de Maui, Premio del Público al Largometraje Documental ( The Short Game )
- 2013 Festival de Cine de Nantucket, Mejor Película, Premio del Público 2.º Lugar ( The Short Game )
- 2012 The Webby Awards, Mejor comedia de formato largo o serie ( The Clinton Foundation: Celebrity Division )
- 2007 MTV Movie Awards, MTV Movie Award Mejor Nuevo Cineasta ( Patrulla Fronteriza )
- Premio Coca-Cola Refreshing Filmmaker 2007, Premio Cinta Roja
- Premios Emmy 2007 (Rocky Mountain), Documental - Temario ( Mwana Wako Ni Mwana Wanga - - Your Child Is My Child, Park City Television)
- Premios Emmy 2005 (Rocky Mountain), Programa deportivo, Edición - Programas, Documentales y Revistas ( Endurance 100, Park City Television)

## Filmografía seleccionada
- 2023 – Strays, director, productor
- 2021 - Barb y Star van a Vista Del Mar
- 2020 The Playbook, “ Doc Rivers ”, director, productor ejecutivo
- 2019 Bless This Mess, "El método estonio", director
- 2018-19 Padres solteros, "¡La bestia!" , "El cobertizo", "¡Lloviendo sangre!", director
- 2017 - Too Funny to Fail
- 2017 - Becoming Bond
- 2017-19 Fresh Off The Boat, "The Vouch", "¿Adónde se han ido todos los ganaderos?" “, “Leyendas del cuadragésimo“, director
- 2016-18 New Girl, "Helmet", "The Hike", "Rumspringa", "Tuesday Meeting", "The Curse Of The Pirate Bride", director
- 2015 Arnold Pranks Fans como Terminator (corto), escritor, director
- 2013 – presente, Behind the Mask, productor ejecutivo, creador, director
- 2013 Los vecinos, "Good Debbie Hunting", directora
- 2013 The Short Game, director, productor
- 2014-16, Max & Shred, creador, escritor
- 2011 - Ricky y Ravi (Están entre trabajos), creador, director, escritor
- 2011 Fundación Clinton: Celebrity Division (corto), director, escritor
- 2007 Patrulla Fronteriza (corto), productor ejecutivo, director, escritor editor
- 2007 Sole Mates (cortometraje), escritor, director, productor
- 2007 The Morning Routine (corto), escritor, director, productor
- 2007 El principio y el fin (cortometraje) escritor, director, productor